# 13 marzo
Il 13 marzo è il 72º giorno del calendario gregoriano (il 73º negli anni bisestili). Mancano 293 giorni alla fine dell'anno.

## Eventi
- 222 — Marco Bassiano Alessiano diventa imperatore romano con il nome di Marco Aurelio Severo Alessandro
- 483 — Elezione di papa Felice III
- 1138 – L'antipapa Vittore IV succede ad Anacleto II
- 1516 – Carlo V d'Asburgo, assumendo il nome di Carlo I, divenne re di Spagna
- 1639 – Il New College di Cambridge, Massachusetts, viene intitolato all'ecclesiastico John Harvard e cambia nome in Università di Harvard
- 1781 – L'astronomo William Herschel scopre il pianeta Urano
- 1861 – I soldati borbonici issano la bandiera bianca sulla Real Cittadella di Messina; si arrende così uno degli ultimi centri di resistenza borbonica
- 1881 – Alessandro II di Russia viene assassinato con una bomba presso il Palazzo d'Inverno di San Pietroburgo
- 1900 – Guerre boere: le truppe britanniche occupano Bloemfontein, nello Stato Libero dell'Orange
- 1921 – La Mongolia dichiara l'indipendenza dalla Cina
- 1930 – Comunicata la scoperta del pianeta Plutone
- 1943 – Olocausto: le truppe tedesche deportano o uccidono gli ebrei del Ghetto di Cracovia
- 1954 – Battaglia di Dien Bien Phu: le truppe Viet Minh attaccano i francesi
- 1968 – USA: incidente con il gas nervino VX nella Skull Valley, Utah
- 1969 – Programma Apollo: la Apollo 9 rientra sulla Terra dopo aver testato il Modulo Lunare
- 1972 – Milano, si apre il XIII congresso del PCI, nel corso del quale Enrico Berlinguer sarà eletto segretario del partito
- 1975 - A Milano un gruppo di militanti della sinistra extraparlamentare legati ad Avanguardia operaia aggrediscono lo studente diciannovenne Sergio Ramelli iscritto al Fronte della Gioventù. Ramelli morirà, a causa dei traumi riportati, il 29 aprile
- 1987 – Disastro della motonave Elisabetta Montanari: alle ore 9:05 di venerdì 13 marzo, un incendio nella stiva di una gassiera causa la morte per asfissia di 13 operai addetti alla manutenzione
- 1995 - Parigi: durante la conferenza Le cinéma vers son deuxième siècle i registi danesi Lars von Trier e Thomas Vinterberg rendono noto il Manifesto del collettivo Dogma 95 atto di origine dell'omonimo movimento cinematografico
- 1996 – Thomas Watt Wilton irrompe nella palestra della scuola elementare di Dunblane uccidendo 16 scolari per vendetta personale
- 1997 – Le Missionarie della carità indiane scelgono sorella Nirmala per succedere a Madre Teresa di Calcutta
- 2003 – Ha luogo l'ottava e ultima udienza preliminare dei processo penale per l'attribuzione delle responsabilità nell'ambito del Disastro aereo di Linate dell'8 ottobre 2001; vengono rinviati a giudizio tutti gli 11 imputati
- 2004 – Luciano Pavarotti si esibisce pa la sua 379ª e ultima volta al teatro Metropolitan Opera di New York nel ruolo di Mario Cavaradossi della Tosca[1]
- 2007 – Ha inizio il ritiro dal servizio del primo velivolo stealth, il Lockheed F-117 Nighthawk
- 2013 – Dopo il conclave viene eletto papa, al quinto scrutinio, il cardinale argentino Jorge Mario Bergoglio, che assume il nome di Francesco
- 2016 – Attentati ad Ankara, in Turchia, e a Grand-Bassam, in Costa d'Avorio, che causano rispettivamente 34 e 18 morti

## Nati
Ci sono circa 1 140 voci su persone nate il 13 marzo; vedi la pagina Nati il 13 marzo per un elenco descrittivo o la categoria Nati il 13 marzo per un indice alfabetico.

## Morti
Ci sono circa 620 voci su persone morte il 13 marzo; vedi la pagina Morti il 13 marzo per un elenco descrittivo o la categoria Morti il 13 marzo per un indice alfabetico.

## Feste e ricorrenze

### Civili
Nazionali:
- Città del Vaticano: anniversario dell'elezione di papa Francesco
- Tredesin de Marz, festa dei fiori di Milano

### Religiose
Cristianesimo:
- Sant'Ansovino di Camerino, vescovo
- Santa Cristina, martire in Persia
- Sant'Eldrado di Novalesa, abate
- Sant'Eufrasia di Nicomedia, vergine e martire
- Santa Giuditta di Ringelheim, badessa
- Santi Graziano, Felino, Carpoforo e Fedele, martiri
- San Leandro di Siviglia, vescovo
- Santi Macedonio, Modesta e Patrizia, martiri in Nicomedia
- San Pienzo di Poitiers, vescovo
- San Rodrigo di Cordova, sacerdote e martire
- San Sabino di Ermopoli, martire in Egitto
- San Salomone di Cordova, martire
- San Niceforo, patriarca di Costantinopoli (Chiesa ortodossa e Chiese greco-cattoliche di rito bizantino)
- Beato Agnello da Pisa, francescano
- Beato Berengario de Alenys, mercedario
- Beata Francesca Trehet, vergine e martire
- Beato Pietro II, abate

Religione romana antica e moderna:
- Giove cultore